# Leucoagaricus babosiae
Leucoagaricus babosiae är en svampart som tillhör divisionen basidiesvampar, och som beskrevs av Marcel Bon. Leucoagaricus babosiae ingår i släktet Leucoagaricus, och familjen Agaricaceae. Arten har ej påträffats i Sverige.